# Rectonychocella solida
Rectonychocella solida is een mosdiertjessoort uit de familie van de Onychocellidae. De wetenschappelijke naam van de soort is, als Onychocella solida, voor het eerst geldig gepubliceerd in 1907 door Nordgaard.